# Sekulmun Lake
Sekulmun Lake är en sjö i Kanada.   Den ligger i territoriet Yukon, i den västra delen av landet, 4 300 km väster om huvudstaden Ottawa. Sekulmun Lake ligger 1 129 meter över havet.
Trakten runt Sekulmun Lake är nära nog obefolkad, med mindre än två invånare per kvadratkilometer.